# Alapalooza
Alapalooza — восьмой студийный альбом «Странного Эла» Янковича, выпущенный в 1993 году. К моменту завершения работы над своим предыдущим альбомом Off the Deep End музыкант уже написал весь оригинальный материал, который планировал использовать в своём следующем релизе. Лонгплей состоит из семи оригинальных песен и пяти пародий. В поддержку пластинки было выпущено три сингла: «Bedrock Anthem», «Achy Breaky Song» и «Jurassic Park», последний из них вошёл лучшую пятёрку хит-парада канадского журнала The Record. Название альбома пародирует нашумевший музыкальный фестиваль Lollapalooza.
В числе оригинальных песен, написанных для альбома, фигурировали «Talk Soup», которая изначально сочинялась в качестве новой музыкальной темы для одноимённого телешоу, а также «Harvey the Wonder Hamster», чей крайне популярный джингл впервые прозвучал в одном из выпуском передачи Янковича — Al TV. Годом позже был выпущен сборник музыкальных видеоклипов под названием Alapalooza: the Videos. Он содержал четыре видео, только два из которых были сняты для в одноимённого альбома. Один из этих клипов, «Jurassic Park», сделанный в виде пластилиновой анимации, был номинировано на премию «Грэмми» в категории «Лучшее музыкальное видео» на 37-й церемонии вручения награды, в итоге уступив «Love Is Strong» группы The Rolling Stones.
Alapalooza получил по большей части негативные отзывы, некоторые критики отметили, что альбом казался недоделанным и оторванным от реалий современной музыки. Снятые на его песни видеоклипы также получили низкие оценки. Тем не менее, к концу года лонгплей получил «золотой» сертификат от Американской ассоциации звукозаписывающей индустрии, заняв 46-е место в чарте Billboard 200, а в Канаде стал дважды «платиновым».

## Запись

### Предыстория
Альбом Off the Deep End (1992), стал самым кассовым релиз Янковича после «Weird Al» Yankovic in 3-D (1984), возродив карьеру музыканта и продемонстрировав его «авторитет как совершенствующегося артиста» после коммерческого провала пластинки Polka Party!, а также художественного фильма UHF. К моменту когда работа над Off the Deep End близилась к завершению, Янкович уже сочинил весь оригинальный материал (без пародий) для следующей пластинки. Опасаясь, что песня «I Was Only Kidding» устареет к моменту выхода его будущего релиза, он перекомпановал Off the Deep End, чтобы песня могла быть включена в текущий альбом, отложив «Waffle King» для Alapalooza. Тем не менее, первоначально «Waffle King» была выпущена в качестве би-сайда к синглу «Smells Like Nirvana» (из Off the Deep End) «на случай, если следующего альбома не будет». К концу 1992 года музыкант записал все оригинальные песни, кроме «Talk Soup» и «Harvey the Wonder Hamster», а в июле 1993 года — все оставшиеся композиции Alapalooza, кроме «Livin' In The Fridge». Янкович решил назвать свой новый альбом Alapalooza, ссылаясь на нашумевший музыкальный фестиваль Lollapalooza. Изображение для обложки было создано Дэвидом Питерсом, который ранее уже работал с музыкантом над клипом «Dare to Be Stupid».
Alapalooza был выпущен 5 октября 1993 года. В некоторых странах альбом содержал специальное уведомление (наклеенное на его лицевую часть), что он не является саундтреком к фильму «Парк Юрского периода», поскольку их обложки имели схожий дизайн. Японское издание содержало бонус-трек — версию песни «Jurassic Park» спетую Янковичем на японском языке. Выпущенный в поддержку пластинки сборник видеоклипов, Alapalooza: the Videos (февраль 1994 года), содержал четыре музыкальных видео, однако только два из них («Jurassic Park» и «Bedrock Anthem») были на песни из Alapalooza.

### Оригинальный материал
Из двенадцати песен включённых в альбом, семь — оригинальный материал, хотя «Young, Dumb & Ugly» и «Frank’s 2000 TV» задумывались как стилистические пародии творчество AC/DC и ранние работы R.E.M. соответственно. За счёт «Young, Dumb & Ugly», Янкович хотел спародировать жанр хэви-метала, в то же время избегая копирования того, что уже было сделано Spinal Tap. Однако музыкант остался недоволен результатом, так как считал, что спел песню «в регистре, который был слишком высоким для [его] вокальных возможностей». «Frank’s 2000 TV» была песней о потреблении и современной электронике, в которой описывалась зависть соседей к новому телевизору одноимённого персонажа.
Песня «Talk Soup» повествует о человеке, который хочет выступить на телевидении, чтобы рассказать миру о своей странной жизни, изначально задумывалась как новая тема для E! Entertainment. Развлекательного телешоу с одноимённым названием. Хотя продюсерам понравился текст и они остались довольны результатом, в итоге было решено отказаться от её использования. «Waffle King», трек, который изначально предназначался для Off the Deep End, был написан как «песня о парне, который стал невероятно известным из-за того, что совершает глупость, но затем начинает относиться к себе слишком серьёзно». Янкович также включил в альбом короткую песенку под названием «Harvey the Wonder Hamster», спетую им во время одного из выступлений на Al TV, после многочисленных просьб фанатов.

## Пародии
Первым синглом альбома стал «Jurassic Park», пародия на песню Джимми Уэбба «MacArthur Park», впервые исполненную Ричардом Харрисом в 1968 году. Услышав «Lola» группы The Kinks по радио на музыканта нахлынули воспоминанию о экспериментирование с комбинированием сюжетов современных фильма с классическими песнями («Yoda» 1985 года), Янкович пришёл к идее композиции, основанной на недавно выпущенном фильме «Парк юрского периода». Он получил разрешение от Уэбба, автора одноимённого романа Майкла Крайтона и режиссёра Стивена Спилберга на создание трека. Янкович привлёк для создания музыкального видео аниматоров Марка Осборна и Скоттом Нордлундом, которые создали пластилиновый клип пародирующий сцены из фильма; текст песни представлял собой комичный пересказ сюжета фильма, перемежающийся жалобами по поводу его визита в парк. Янкович придумал оригинальную концепцию и идеи для некоторых сцен; по словам Осборна, они с Нордлундом «создали около половины идей совместно» с музыкантом.
Давно вынашивая идею создать что-нибудь посвящённое Флинтстоунам, Янкович сосредоточился на сочинение песни, которая, как он надеялся, была бы особенно актуальна в свете релиза предстоящего одноимённого художественного фильма. Чтобы записать подходящие звуковые эффекты и «заново познакомиться» с персонажами, Янкович пересмотрел более 100 эпизодов мультсериала. Получившаяся пародия, на мелодии песен Red Hot Chili Peppers «Under the Bridge» и «Give It Away», стала своеобразной данью Флинстоунам. Песня была выбрана в качестве второго сингла альбома. В снятом для неё видеоклипе Янкович (режиссёром которого выступил сам музыкант), вместе со свей группой, исполнили песню в «Bedrock», переодевшись в персонажей шоу. В третьем и последнем сингле «Achy Breaky Song», пародии на «Achy Breaky Heart» Билли Рэя Сайруса, музыкант перечислял то, что он предпочёл бы испытать, вместо прослушивания оригинала. Пародия попала в ротацию американского кантри-радиостанций. Доходы от композиции были пожертвованы фонду United Cerebral Parasy, поскольку и Дон фон Тресс (автор песни «Achy Breaky Heart»), и Янкович считали пародию «немного […] подловатой».
Последняя записанная для альбома песня, «Livin’ in the Fridge», представляет собой пародию на композицию «Livin’ on the Edge» группы Aerosmith. В ней поётся о остатках пищи в холодильнике, которые стали разумными. Сроки сдачи альбома поджимали, и Янкович разослал нескольким артистам просьбы сделать пародии на их песни. Он выбрал Aerosmith, потому что они ответили первыми. Пародия была записана через месяц после завершения работы над остальными треками и менее чем за два месяца до релиза альбома. Лонгплей включает традиционное для Янковича попурри в жанре польки под названием «Bohemian Polka». В отличие от предыдущих попурри, которые состояли из фрагментов нескольких песен, «Bohemian Polka» целиком основана на мелодии «Bohemian Rhapsody» группы Queen (также копируя текст оригинала), но с обновлённой аранжировкой в стиле полька.

## Отзывы критиков
| Оценки критиков                     | Оценки критиков |
| Источник                            | Оценка          |
| ----------------------------------- | --------------- |
| AllMusic                            | [ 17 ]          |
| The Buffalo News                    | [ 18 ]          |
| Entertainment Weekly                | C               |
| Pitchfork                           | 5.9/10          |
| (The New) Rolling Stone Album Guide | [ 20 ]          |

Альбом был принят критиками без энтузиазма — оценки колеблются от средних до низких. Так, он получил 2,5 звезды из 5 в The Rolling Stone Album Guide, что равняется показателю между «посредственно» и «хорошо». Энтони Виоланти из The Buffalo News поставил альбому три звезды из пяти, заявив: «Странный Эл вновь посмеялся над рок-н-роллом последним». В свою очередь обозреватель Allmusic Барри Вебер раскритиковал лонгплей за то, что он не учитывает современные музыкальные тенденции, и сказал, что он «звучит неряшливо и, по большей части, похож на сборник старых би-сайдов». Кристофер Телен из Daily Vault разделил эту мысль, назвав альбом «поспешным» и «невероятно разочаровывающим», заключив, что это был один из провалов в карьере Янковича. Рецензент ограничился похвалой только двух песен: «Livin' In The Fridge» и «Achy Breaky Song», так как в них обоих «была изюминка». Ссылаясь на мелодию попурри-польки, Марк Дженкинс из Washington Post посетовал, что она «не сильно отличается» от оригинала.
По мнению музыкального обозревателя Entertainment Weekly, в целом сборник Alapalooza: the Videos получился «забавным», тем не менее он счёл пластилиновое видео для «Jurassic Park» «умным, но беззубым». Публицист поставил компиляции оценку «C» резюмируя, что пародии Янковича не высмеивают оригинальный материал, а вместо этого просто добавляют новые элементы поверх него. Видеоклип на песню «Jurassic Park» был номинирован на премию «Грэмми» в категории «Лучшее музыкальное видео» на 37-й церемонии вручения награды, однако проиграл композиции «Love Is Strong» группы The Rolling Stones. Тем не менее, он привлёк внимание на профильных фестивалях по всему миру из-за использования в нём пластилиновой анимации.

### Коммерческие показатели
Альбом был выпущен в октябре 1993 года, получив золотой сертификат от Американской ассоциации звукозаписывающих компаний 23 декабря. Релиз видеосборника состоялся 1 февраля 1994 года, он получил «золотой» статус (с тиражом более 50 000 копий) 14 августа 1995 года. В Канаде альбом стал дважды «платиновым» 12 февраля 1998 года (получив «золотой» и «платиновый» статусы 16 ноября 1993 года и 31 января 1994 соответственно). Альбом достиг 46-й позиции в национальном американском хит-параде Billboard 200 30 октября 1993 года, однако его синглы в местные чарты не попали. Тем не менее «Jurassic Park» вошёл в пятёрку лучших канадского журнала The Record. По данным Nielsen SoundScan, по состоянию на 2014 год продажи альбома в США превысили 873 000 копий.

## Список композиций
| №   | Название                           | Автор(ы)                                                         | Предмет пародии | Длительность |
| --- | ---------------------------------- | ---------------------------------------------------------------- | --- | ------------ |
| 1.  | «Jurassic Park»                    | Джимми Уэбб, Альфред Янкович                                     | Пародия на песню «MacArthur Park» музыканта Ричард Харрис                                                              | 3:55         |
| 2.  | «Young, Dumb & Ugly»               | Янкович                                                          | Стилизация под творчество AC/DC                                                                                        | 4:24         |
| 3.  | «Bedrock Anthem»                   | Энтони Кидис, Джон Фрушанте, Майкл Бэлзари, Чедвик Смит, Янкович | Пародия на песни «Under the Bridge» и «Give It Away» группы Red Hot Chili Peppers                                      | 3:43         |
| 4.  | «Frank’s 2000 TV»                  | Янкович                                                          | Стилизация под раннее творчество группы R.E.M.                                                                         | 4:07         |
| 5.  | «Achy Breaky Song»                 | Дон фон Тресс, Янкович                                           | Пародия на песню «Achy Breaky Heart» музыканта Билли Рэй Сайрус                                                        | 3:23         |
| 6.  | «Traffic Jam»                      | Янкович                                                          | Стилизация под творчество Принса                                                                                       | 4:01         |
| 7.  | «Talk Soup»                        | Янкович                                                          | Оригинальный материал                                                                                                  | 4:25         |
| 8.  | «Livin’ in the Fridge»             | Стивен Тайлер, Энтони Перейра, Марк Хадсон, Янкович              | Пародию на песню «Livin’ on the Edge» группы Aerosmith                                                                 | 3:35         |
| 9.  | «She Never Told Me She Was a Mime» | Янкович                                                          | Оригинальный материал                                                                                                  | 4:54         |
| 10. | «Harvey the Wonder Hamster»        | Янкович                                                          | Оригинальный материал; музыкальная тема из Al TV                                                                       | 0:21         |
| 11. | «Waffle King»                      | Янкович                                                          | Стилизация под творчество Питера Гэбриела                                                                              | 4:25         |
| 12. | «Bohemian Polka»                   | Фредди Меркьюри, Янкович                                         | Попурри-полька основана на песне «Bohemian Rhapsody» группы Queen, а также «Ear Booker Polka» «Странного Эла» Янковича | 3:39         |

## Участники записи
| Группа - «Странный Эл» Янковича — ведущий вокал, аккордеон, клавишные, бэк-вокал, продюсирование - Джим Уэст — банджо, мандолина, гитара, бэк-вокал - Стив Джей — бас, бэк-вокал - Джон «Бермуда» Шварц — перкуссия, ударные Технический персонал - Тони Папа — звукорежиссёр, микширование - Колин Зауэрс — ассистент звукорежиссёра - Джейми Делл — ассистент звукорежиссёра - Берни Грундман — мастеринг - Джей Леви — менеджмент - Спенсер Проффер — исполнительный продюсер Talk Soup - Дуг Хаверти — арт-директор - Команда А Студии — дизайн - Дэвид Питерс — изображение динозавра - Дэвид Вествуд — дизайн логотипа - Рокки Шенк — внутренняя фотография | Дополнительные музыканты - Рубен Вальтьерра — клавишные - Брэд Баксер — клавишные, оркестровые аранжировки и музыкальное программирование в песне «Jurassic Park» - Уоррен Луенинг — труба - Джоэл Пескин — кларнет и баритон-саксофон - Томми Джонсон — туба - Джулия Уотерс, Лютер Уотерс — бэк-вокал - Максин Уотерс — бэк-вокал - Сэнди Берман — звуковые эффекты динозавра - «Музыкальный Майк» Киффер — музыкальные руки - Алан Рид — голос Фреда Флинтстоуна - Мел Бланк — голос Барни Раббла и Дино |  |

## Чарты и сертификация
| Чарт              | Высшая позиция |
| ----------------- | -------------- |
| Соединённые Штаты | 46             |

| Страна            | Сертификация (пороги продаж) |
| ----------------- | ---------------------------- |
| Канада            | 2× Платиновый                |
| Соединённые Штаты | Золотой                      |

### Синглы
| Год  | Сингл           | Высшая позиция |
| Год  | Сингл           | CAN Record     |
| ---- | --------------- | -------------- |
| 1994 | «Jurassic Park» | 5              |